# Schlacht von Bau

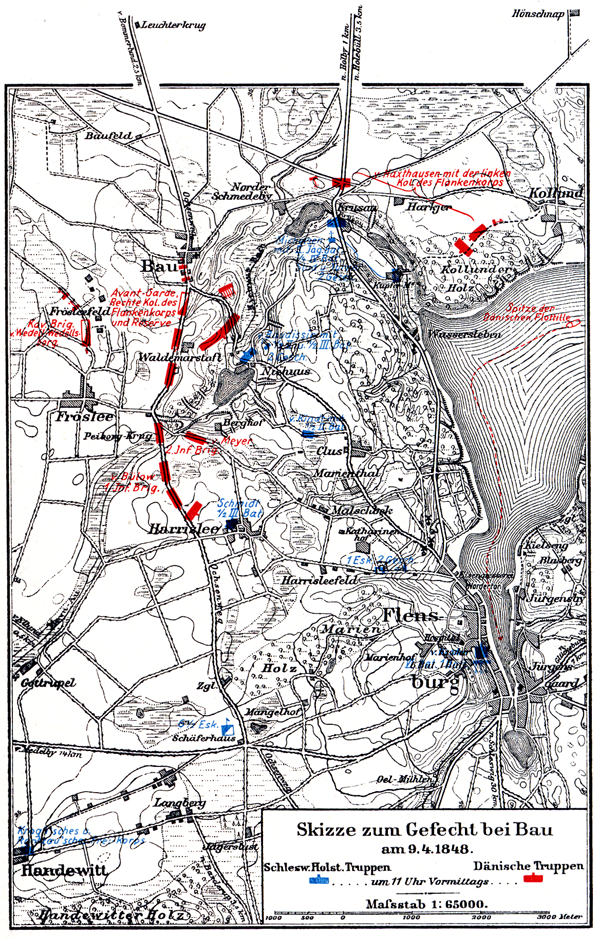
Skizze zum Gefecht bei Bau, 9. April 1848

Die Schlacht von Bau war das erste große Gefecht während der Schleswig-Holsteinischen Erhebung. Es fand am 9. April 1848 bei Bau im Herzogtum Schleswig statt.

## Die feindlichen Heere
Weder die dänische Armee noch die neu entstandene Schleswig-Holsteinische Armee waren auf einen Krieg vorbereitet. Vor allem die Schleswig-Holsteiner hatten mit großen logistischen Schwierigkeiten, aber auch mit einem eklatanten Offiziersmangel zu kämpfen. Die Schleswig-Holsteinische Armee zählte am Tag des Gefechts etwa 5.600 bis 6.500 Mann. Davon nahmen aber nur etwa 2.200 Mann direkt an den Kampfhandlungen teil. Neben den zur provisorischen Regierung übergetretenen Teilen der alten dänischen Gesamtstaatsarmee (vier Linieninfanteriebataillone, zwei Jägerkorps, zwei Dragonerregimenter und ein Artillerieregiment) bildeten vor allem rasch errichtete, kaum ausgebildete und schlecht bewaffnete Freikorps einen Teil der schleswig-holsteinischen Kräfte.
Die dänischen Kräfte bestanden aus dem Nordjütischen Hauptkorps unter General Hans Hedemann mit 7.200 Mann und dem von der Insel Alsen übergesetzten Flankenkorps unter Oberst Friderich Adolph von Schleppegrell (1792–1850) mit 3.800 Mann. Auch hier kamen bei weitem nicht alle Kräfte bei Bau/Bov zum direkten Einsatz.

## Verlauf der Schlacht
Am 8. April waren die dänischen Spitzen des Hauptkorps unter General v. Hedemann bis zu den Ortschaften Bommerlund und Kliplev vorgerückt. Bereits am 6. April hatten Gerüchte über eine dänische Landung bei Holnis – einer Landspitze am Ausgang der Flensburger Förde – zum folgenschweren Entschluss des schleswig-holsteinischen Oberkommandierenden v. Krohn geführt, drei Bataillone, zwei Geschütze und eine Abteilung Kavallerie bei Glücksburg östlich Flensburgs zu postieren. Das Gefecht von Bau am 9. April 1848 vollzog sich im engeren Gebiet nördlich und westlich der Stadt Flensburg. Die dänischen Truppen sollten, ihre zahlenmäßige Überlegenheit voll ausnutzend, die Schleswig-Holsteiner in ihrem Zentrum zwischen Bau und Krusau angreifen und zugleich von Westen her einen Umgehungsangriff durchführen, der den zurückweichenden schleswig-holsteinischen Truppen den Fluchtweg nach Süden versperren sollte. Darüber hinaus täuschten drei dänische Kompanien, bei Holnis angelandet, einen Flankenangriff aus Osten vor, während dänische Kriegsschiffe bis in die Innenförde vordrangen und von dort die Stadt unter Feuer nehmen sollten. Dieser Plan ging nur teilweise auf; die Umgehung der Schleswig-Holsteiner in ihrer linken Flanke schlug fehl. Alle anderen Elemente des dänischen Angriffes genügten jedoch, um den 9. April 1848 zu einer katastrophalen Niederlage für die junge Schleswig-Holsteinische Armee zu machen. Im Zentrum dieses in der Literatur und Kunst besonders oft bemühten und heroisierten Kampfes stand der Untergang des Kieler Studenten- und Turnerkorps. Gegen Mittag traf der Prinz von Noer auf dem Schlachtfeld ein und befahl angesichts der Überlegenheit der dänischen Truppen den allgemeinen Rückzug. Die im Verband mit dem schleswig-holsteinischen 5. Jägerkorps (Major Michelsen) auf dem rechten Flügel kämpfenden Turner und Studenten erhielten vom Rückzugsbefehl der übrigen schleswig-holsteinischen Truppen keine Kenntnis. Als auch diese Truppen sich schließlich vor den übermächtigen Dänen nach Flensburg zurückziehen wollten, hatten dänische Truppen die Stadt bereits erreicht und verlegten ihnen den weiteren Rückzug. Sie wurden eingeschlossen und schließlich nach einem blutigen Gefecht in der Flensburger Neustadt fast geschlossen gefangen genommen. Als irreguläre Freischärler und aus Sicht der dänischen Regierung als „Landesverräter“ wurden diese gefangenen Studenten und Turner besonders hart behandelt, von Flensburg per Schiff über Sonderburg nach Kopenhagen gebracht und dort auf dem ausgemusterten Linienschiff „Dronning Maria“ inhaftiert.
Im Gefecht bei Bau fielen auf schleswig-holsteinischer Seite 35 und auf dänischer Seite 16 Mann, es gab 138 bzw. 166 Verwundete. 923 Schleswig-Holsteiner gerieten in Gefangenschaft.

## Zeugnisse der Erinnerung
Im Flensburger Stadtteil Neustadt (am unteren Ende der Harrisleer Straße) wurde 1888 ein Obelisk zum Gedenken an die auf deutscher Seite gefallenen Studenten, Freiwilligen Turner und Soldaten errichtet. Zudem wurde ein Turnerdenkmal nicht weit entfernt nahe der Bergmühle errichtet. Die Straßen Turnerberg sowie die Michelsenstraße erinnern in Flensburg ebenfalls an die Schlacht. Nach der Schlacht erhielten zudem in manchen Städten Straßen den Namen Baustraße, beispielsweise in Kiel. Des Weiteren existiert in Kiel eine Straße die nach Major Sören Johann Dietrich Michelsen benannt wurde, der in der Schlacht fiel. In Vischers Roman Auch Einer (1879) wird der Protagonist in der Schlacht von Bau durch einen Säbelhieb verwundet, nachdem sein Gewehr versagt hat.

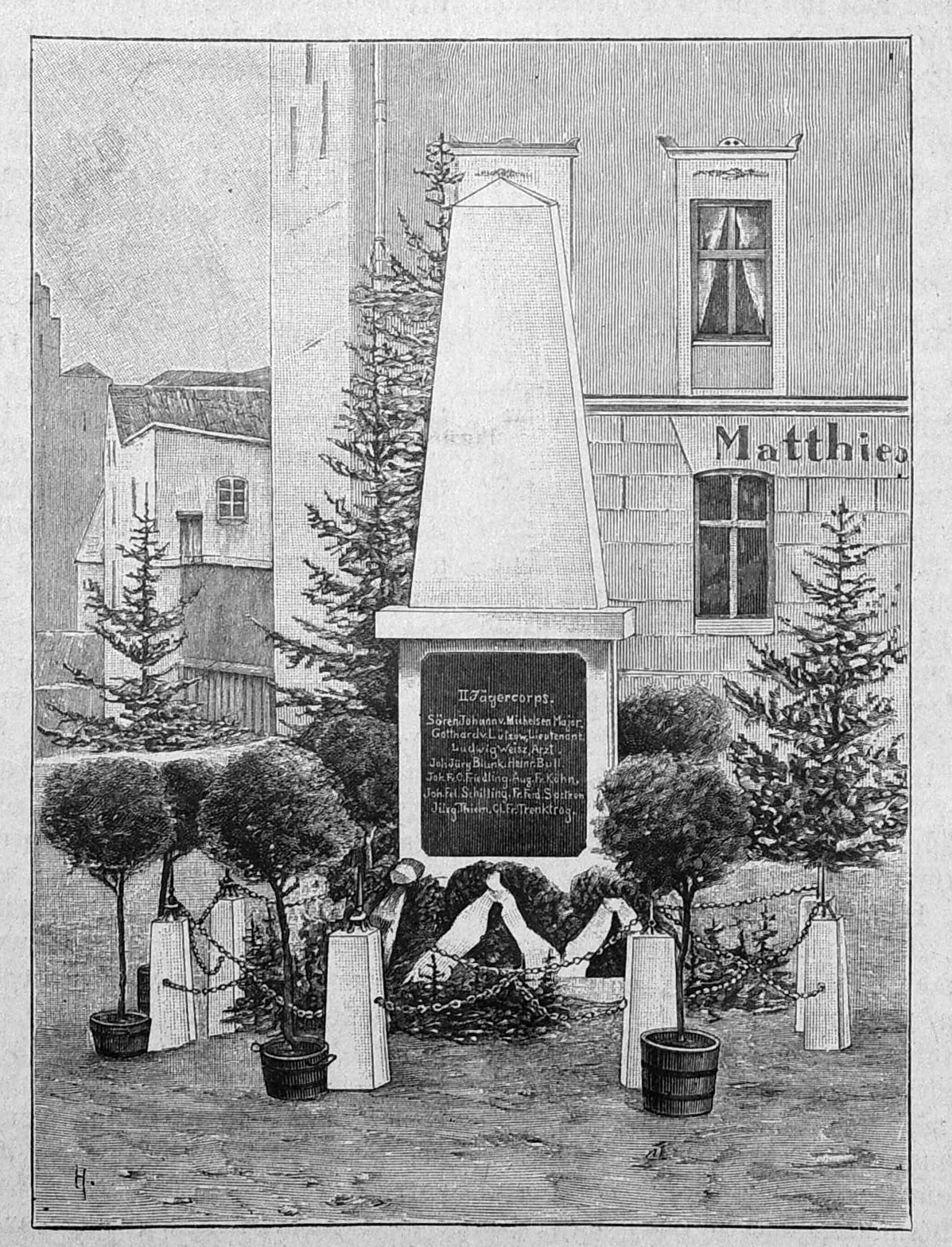
Denkmal in der Neustadt (1889)
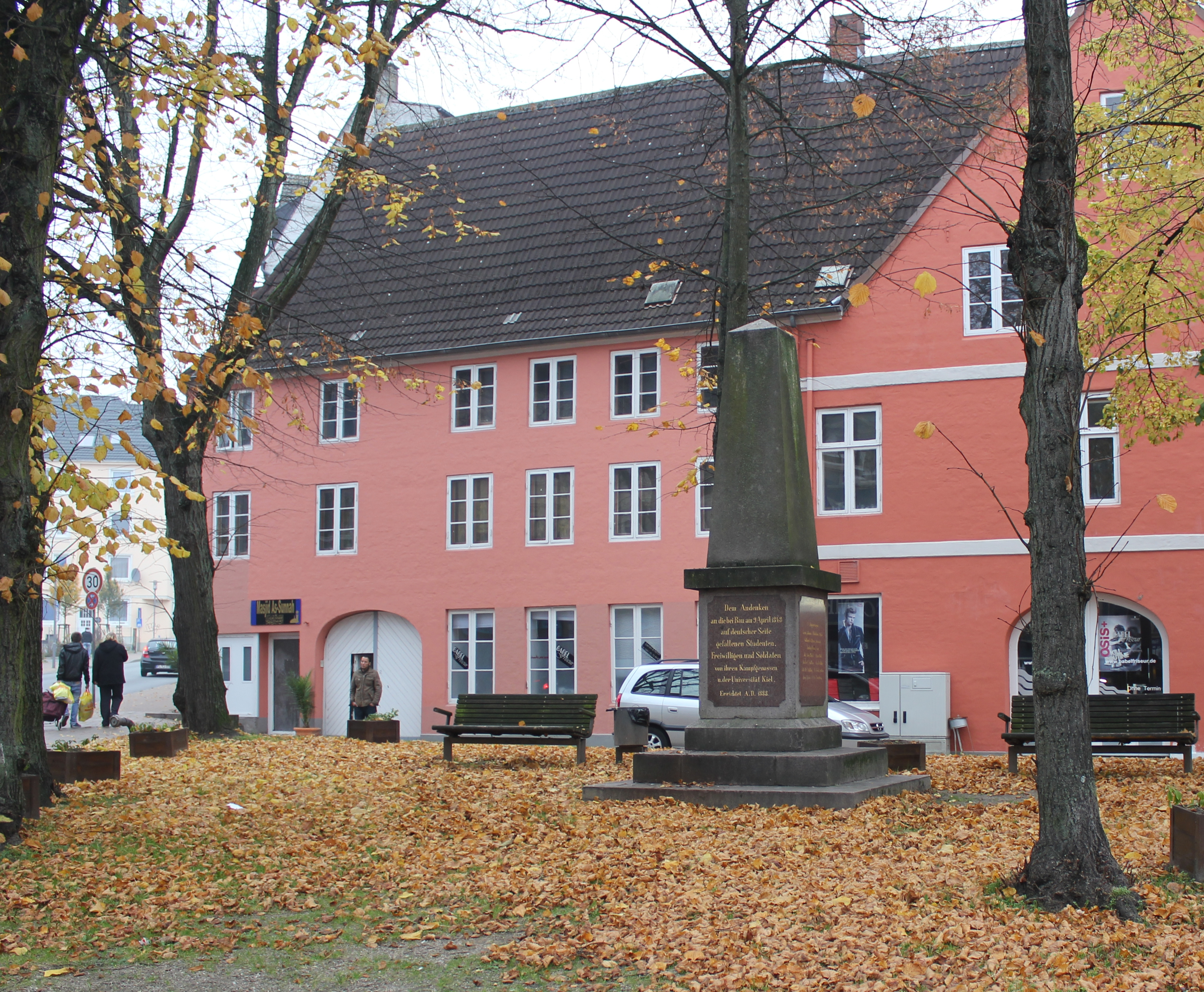
Obelisk in der Neustadt (2011)
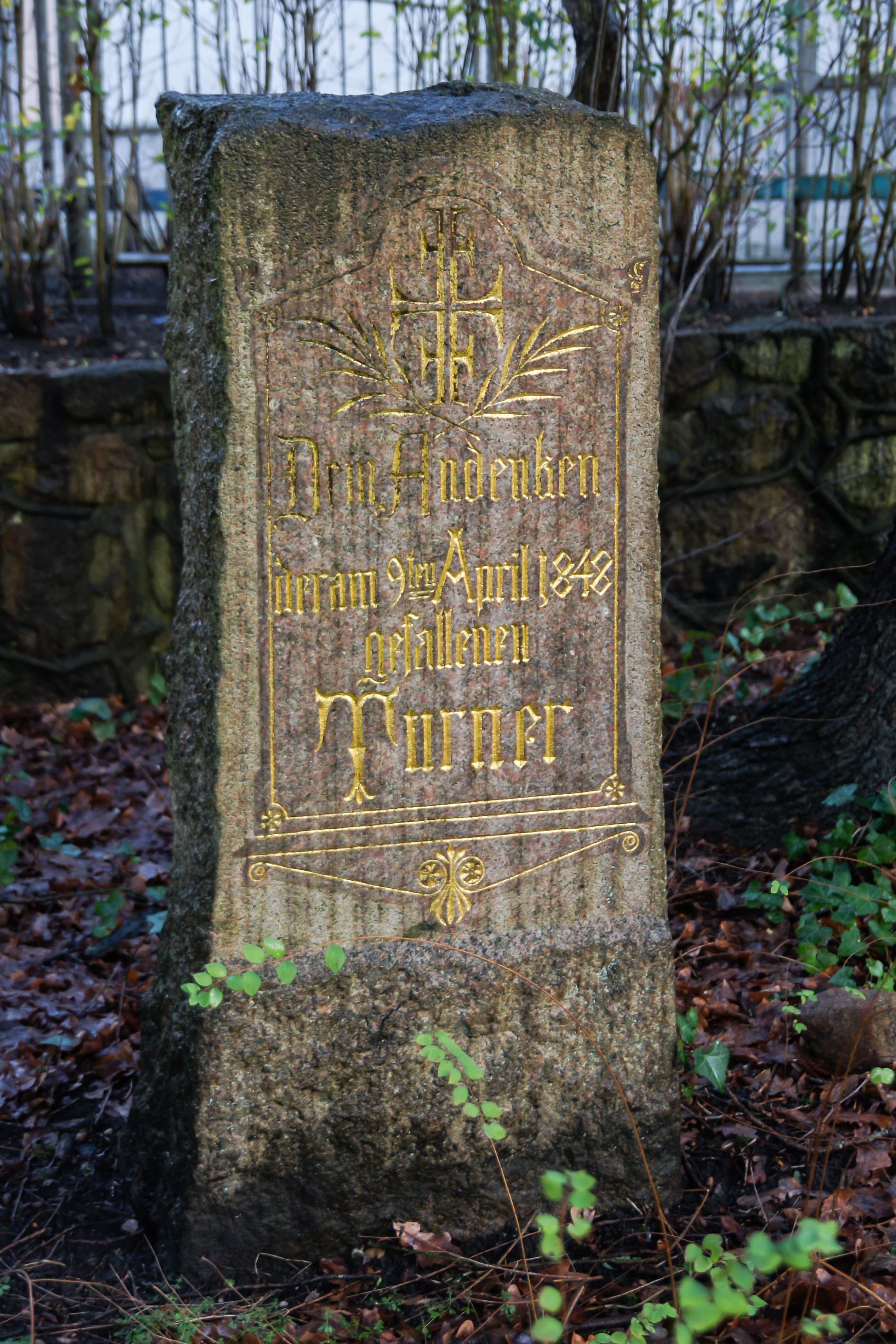
Turnerdenkmal an der Bergmühle
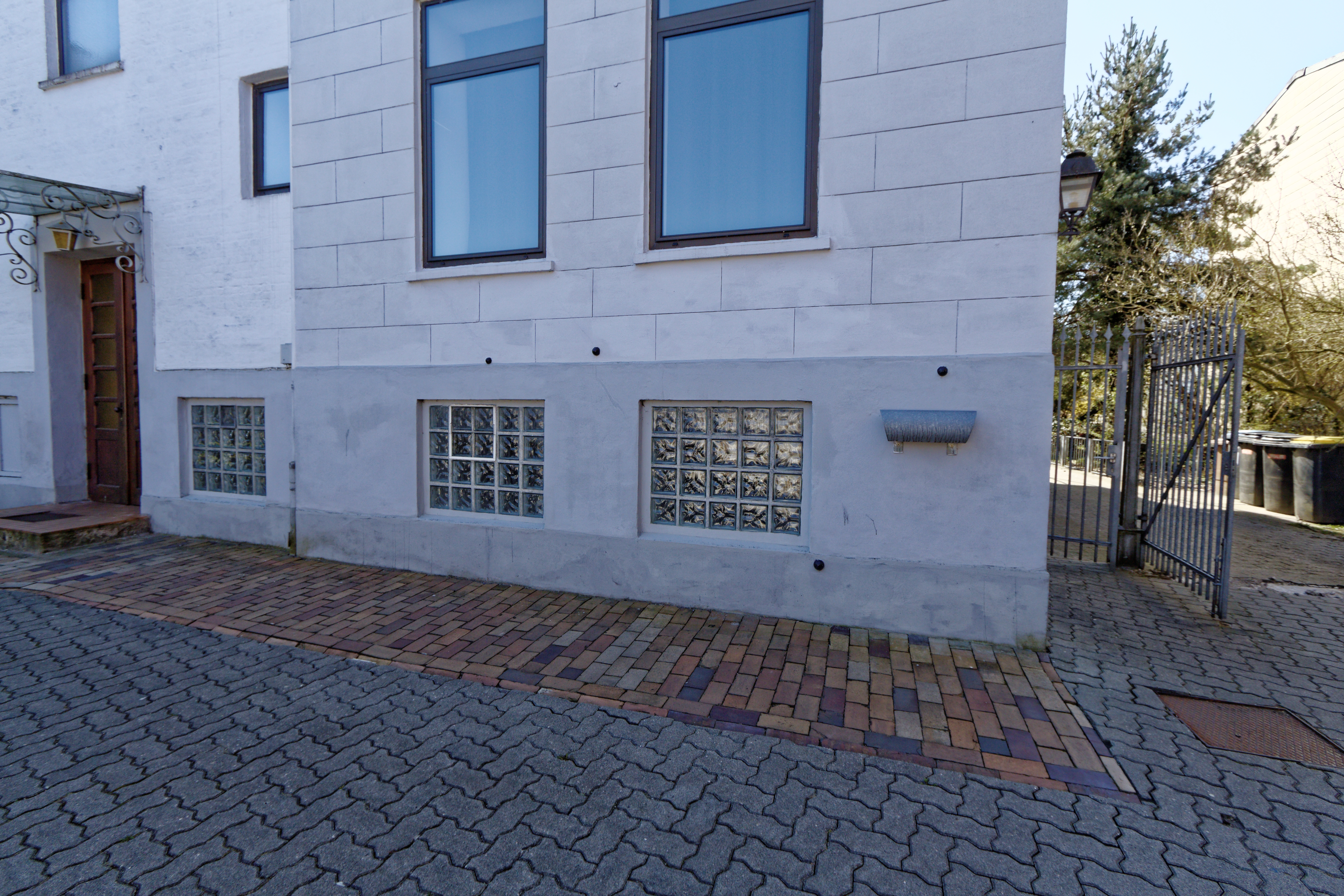
Kanonenkugeln in der Pfannenfabrik (2015)